# Полтавчанка (волейбольний клуб)
«Полтавчанка» — жіночий волейбольний клуб із Полтави. Був заснований в 2001 році. Головний тренер — Воліченко Анатолій Іванович.
В сезонах 2004, 2006, 2008, 2009 років клуб виграв вищу студентську лігу України, після чого перейшов грати до Вищої ліги чемпіонату України.
В 2008-му році команда стала бронзовим призером Перших студентських ігор України.
В 2009-му році «Полтавчанка» виграла Вищу студентську і Вищу аматорську лігу України. У сезоні 2009/10 команда заявляється у вищу лігу і завершує сезон на шостому місці. Такий результат керівництвом команди був названий незадовільним і сезон 2010/11 команда знову розпочина у вищій аматорській лізі.

## Склад
Склад команди у сезоні 2021/2022:
| #  | Прізвище, Ім'я       | Позиція               | Зріст | Рік народження | Висота атаки | Висота блоку |
| -- | -------------------- | --------------------- | ----- | -------------- | ------------ | ------------ |
| 2  | Генова Марина        | Центральний блокуючий | 187   | 1990           | 290          | 270          |
| 3  | Баєва Євгенія        | Догравальний          | 184   | 1987           | 290          | 270          |
| 4  | Слинько Катерина     | Діагональний          | 184   | 1988           | 290          | 275          |
| 7  | Мазур Ксенія         | Центральний блокуючий | 178   | 1983           | 285          | 270          |
| 8  | Стороженко Анна      | Ліберо                | 174   | 1991           | 270          | 255          |
| 9  | Сіряцька Каріна      | Пасуючий              | 178   | 2005           | 280          | 270          |
| 10 | Біленко Антоніна     | Догравальний          | 173   | 2004           | 260          | 240          |
| 11 | Пономаренко Катерина | Догравальний          | 176   | 2002           | 265          | 250          |
| 12 | Щербак Марта         | Ліберо                | 171   | 1988           | 250          | 235          |
| 13 | Музиченко Тетяна     | Діагональний          | 178   | 2000           | 270          | 250          |
| 14 | Донець Таміла        | Центральний блокуючий | 178   | 2003           | 295          | 280          |
| 15 | Дінець Юлія          | Пасуючий              | 175   | 1995           | 270          | 250          |
| 16 | Дубова Ганна         | Центральний блокуючий | 184   | 1987           | 300          | 280          |
| 17 | Шумейко Анна         | Догравальний          | 184   | 2001           | 307          | 290          |
| 18 | Щолокова Юлія        | Догравальний          | 170   | 1994           | 275          | 255          |
| 25 | Романенко Олександра |                       |       | 2001           |              |              |
| 26 | Габель Анастасія     | Догравальний          | 174   | 2002           | 255          | 240          |

- Головний тренер: Слинько Ігор.
- Тренери: Кириленко Олександр, Воліченко Анатолій, Назаренко Анна